# Asistovaná sebevražda
Asistovaná sebevražda je sebevražda vykonaná s pomocí jiné osoby. Asistence může mít různé podoby, obvykle se tím míní obstarání a příprava jedu či jiného vybavení a zdravotnický dohled nad sebevraždou, může ale zahrnovat i další úkony.
Rozdíl mezi asistovanou sebevraždou a eutanazií je v tom, že při eutanazii vykonává akt usmrcení napomáhající osoba, zatímco při asistované sebevraždě sebevrah sám – asistující např. připraví sebevrahovi jedovatý nápoj a je sebevraždě přítomen, zajistí prostory a postará se o tělo, nápoj ale vypije sebevrah sám.
V naprosté většině států světa je asistovaná sebevražda stejně jako eutanazie ilegální, dovoluje ji například Švýcarsko, Nizozemsko, Německo. V těchto zemích existují i specializované kliniky, které asistovanou sebevraždu zajišťují, např. Dignitas, SterbeHilfeDeutschland či Final EXIT.

## Česko
V Česku je pro asistujícího trestná jako účast na sebevraždě podle § 144 trestního zákoníku (sazba podle odst. 1 činí až 3 roky), a to i ve stádiu pokusu, sebevražda sama o sobě však trestná není. Usmrcení člověka na jeho žádost (eutanazie) se však trestá jako vražda podle § 140 odst. 1
sazbou od 10 do 18 let.

## Švýcarsko
K obecné dekriminalizaci asistence při sebevraždě došlo na základě článku 115 trestního zákoníku přijatého v roce 1942, kde je stanoveno, že nabádání k sebevraždě a asistence při ní jsou trestnými pouze v případě zištných motivů takto konající osoby a takové jednání je penalizováno odnětím svobody maximálně na 5 let, nebo peněžitým trestem. Jakákoliv pomoc při sebevraždě je tedy legální, pokud není motivována osobním prospěchem ze smrti dotčeného. Majitel kliniky nabízející asistovanou sebevraždu je však opakovaně podezírán ze střetu zájmů.
Pozice osoby asistující při sebevraždě může být limitována některými dalšími předpisy, například u lékařů normami upravujícími profesní etiku, což ale nebrání tomu, aby lékaři dodali látku způsobující smrt. Nejběžnější metodou provedení asistované sebevraždy ve Švýcarsku je požití rozpuštěného pentobarbitalu.
V kantonu Curych proběhl 15. května 2011 plebiscit, v němž voliči hlasovali o dvou návrzích na změnu právní úpravy asistované sebevraždy v kantonu Curych, v prvním šlo o úplný zákaz asistované sebevraždy v kantonu Curych a ve druhém o zákaz poskytování pomoci se sebevraždou cizím státním příslušníkům. Oba návrhy voliči drtivě zamítli, první většinou 85 % hlasů a druhý většinou 78 % hlasů.

## Státy, v nichž je asistovaná sebevražda legální
- Belgie od roku 2002

Státy, v nichž je asistovaná sebevražda legální.

- Itálie (pouze soudní rozhodnutí od 2019)
- Kanada od roku 2016
- Kolumbie (pouze soudní rozhodnutí od 1997)
- Lucembursko od roku 2009
- Německo (pouze soudní rozhodnutí asi od 2020)
- Nizozemsko od roku 2002
- Nový Zéland od roku 2021
- Rakousko od roku 2020
- Portugalsko od roku 2023
- Španělsko od roku 2021
- Švýcarsko asi od roku 1998
- 7 států USA – Oregon, Washington, Vermont, Montana, Havaj, Colorado, Kalifornie; Washington, D.C.